# Mar de Rosas
Pour plus de détails, voir Fiche technique et Distribution.
Mar de Rosas est une comédie dramatique brésilienne réalisée par Ana Carolina et sortie en 1978.
En novembre 2015, le film est inclus dans la liste établie par l'Association brésilienne des critiques de cinéma (Abraccine) des 100 meilleurs films brésiliens de tous les temps.

## Synopsis
Arrivés à Rio en voiture, Sérgio et Felicidade, en compagnie de leur fille adolescente, Betinha, discutent de l'impasse de leur vie matrimoniale. Dans un hôtel, Felicidade tente de tuer son mari en le frappant avec un rasoir. Convaincue de la mort de Sérgio, elle s'enfuit avec sa fille vers São Paulo et s'aperçoit qu'elle est suivie sur la route. C'est Orlando Barde, l'homme de main de Sérgio, qui, profitant de la tentative d'agression de Betinha contre sa mère, s'insinue entre les deux et les surveille, déguisé en serviteur. Les trois retournent à Rio dans la voiture d'Orlando, mais lorsqu'ils traversent une petite ville, Felicidade tente de s'enfuir avec Betinha et manque de se faire écraser par un camion. L'incident amène un couple qui s'ennuie — le dentiste et poète raté Dirceu et sa femme Niobi — à les accueillir chez eux jusqu'à ce que Felicidade se rétablisse. Dans un jeu de révélations et d'agressions mutuelles, les cinq personnages tentent de se détruire en paroles et même en actes. Après une nouvelle tentative d'évasion, Felicidade et Betinha sont rattrapées par Barde à la gare. Betinha, en rébellion contre la tyrannie de la famille, dont les prises de décision se sont toujours faites sans elle, propulse sa mère et Barde, le remplaçant de son père, hors du train en marche et continue seule.

## Fiche technique
- Titre original brésilien : Mar de Rosas[2]
- Réalisation : Ana Carolina
- Scénario : Ana Carolina, Isabel Câmara
- Photographie : Lauro Escorel
- Montage : Vera Freire
- Musique : Paulo Herculano
- Décors : Heloísa Buarque de Hollanda
- Costumes : Maria Alice
- Maquillage : Jaque Monteiro
- Production : Ana Carolina, Roberto Farias, Mário Volcoff
- Société de production : Crystal Cinematográfica, Embrafilme, Mário Volcoff Produções Cinematográficas, Produções Cinematográficas R.F. Farias Ltda., Área Produções Cinematográficas
- Pays de production :  Brésil
- Langue originale : portugais
- Format : Couleurs par Eastmancolor - Son mono - 35 mm
- Genre : Comédie dramatique
- Durée : 99 minutes
- Date de sortie : 
  - Brésil : 13 février 1978

## Distribution
- Norma Bengell : Felicidade
- Cristina Pereira (pt) : Betinha
- Hugo Carvana : Sérgio
- Myriam Muniz (pt) : Dona Niobi
- Otávio Augusto (pt) : Orlando Barde
- Ary Fontoura (pt) : Dr. Dirceu
- Maria Silva : la femme du train